# Dynasty Cup 1995
De Dynasty Cup 1995 was de derde editie van het voetbaltoernooi voor nationale landenteams in de regio Oost-Azië. Het is de voorloper van het Oost-Aziatisch kampioenschap voetbal. Het toernooi werd gehouden van 19 tot en met 26 februari 1995. De speelstad is Hongkong. 
Japan won het toernooi. In de finale werd Zuid-Korea na strafschoppen verslagen.

## Stadions
| Hongkong           | Hongkong          |
| So Kon Po          | Mong Kok          |
| ------------------ | ----------------- |
| Hong Kong Stadium  | Mong Kokstadion   |
| Capaciteit: 40.000 | Capaciteit: 8.500 |
|                    |                   |

## Groepsfase

### Einstand
| Team       | WG | W | G | V | DV | DT | DS | Ptn. |
| ---------- | -- | - | - | - | -- | -- | -- | ---- |
| Japan      | 3  | 2 | 1 | 0 | 6  | 2  | +4 | 7    |
| Zuid-Korea | 3  | 1 | 2 | 0 | 4  | 3  | +1 | 5    |
| China      | 3  | 0 | 2 | 1 | 1  | 2  | –1 | 2    |
| Hongkong   | 3  | 0 | 1 | 2 | 2  | 6  | –4 | 1    |

### Wedstrijden
|                                     |          |                                   |       |                                                                                           |
| 19 februari 1995 «onderlinge duels» | Hongkong | 0 – 3                             | Japan | Hong Kong Stadium, So Kon Po Toeschouwers: 29.753 Scheidsrechter: Russamee Jindamai (THA) |
| 19 februari 1995 «onderlinge duels» |          | 42', 78' Kurosaki 70' Hashiratani |       | Hong Kong Stadium, So Kon Po Toeschouwers: 29.753 Scheidsrechter: Russamee Jindamai (THA) |

|                                     |       |       |            |                                                                                                |
| 19 februari 1995 «onderlinge duels» | China | 0 – 0 | Zuid-Korea | Hong Kong Stadium, So Kon Po Toeschouwers: 24.875 Scheidsrechter: Mohamed Nazri Abdullah (MAS) |
| 19 februari 1995 «onderlinge duels» |       |       |            | Hong Kong Stadium, So Kon Po Toeschouwers: 24.875 Scheidsrechter: Mohamed Nazri Abdullah (MAS) |

|                                     |                   |       |              |                                                                                              |
| 21 februari 1995 «onderlinge duels» | Zuid-Korea        | 1 – 1 | Japan        | Hong Kong Stadium, So Kon Po Toeschouwers: 14.292 Scheidsrechter: Nimal Wickeramatunge (SRI) |
| 21 februari 1995 «onderlinge duels» | Lee Woo-Young 67' |       | 47' Kurosaki | Hong Kong Stadium, So Kon Po Toeschouwers: 14.292 Scheidsrechter: Nimal Wickeramatunge (SRI) |

|                                     |          |       |       |                                                                                          |
| 21 februari 1995 «onderlinge duels» | Hongkong | 0 – 0 | China | Hong Kong Stadium, So Kon Po Toeschouwers: 14.292 Scheidsrechter: Nik Ahmad Yaakub (MAS) |
| 21 februari 1995 «onderlinge duels» |          |       |       | Hong Kong Stadium, So Kon Po Toeschouwers: 14.292 Scheidsrechter: Nik Ahmad Yaakub (MAS) |

|                                     |                         |       |              |                                                                                          |
| 23 februari 1995 «onderlinge duels» | Japan                   | 2 – 1 | China        | Mong Kokstadion, Mong Kok Toeschouwers: 3.417 Scheidsrechter: Nimal Wickeramatunge (SRI) |
| 23 februari 1995 «onderlinge duels» | Fujita 16' Kurosaki 22' |       | 55' Gao Feng | Mong Kokstadion, Mong Kok Toeschouwers: 3.417 Scheidsrechter: Nimal Wickeramatunge (SRI) |

|                                     |                        |       |                                                      |                                                                                       |
| 23 februari 1995 «onderlinge duels» | Hongkong               | 2 – 3 | Zuid-Korea                                           | Mong Kokstadion, Mong Kok Toeschouwers: 6.223 Scheidsrechter: Russamee Jindamai (THA) |
| 23 februari 1995 «onderlinge duels» | Greer 20' Bredbury 64' |       | 15' Lee Ki-Hyung 39' Ko Jeong-woon 88' Choi Yong-soo | Mong Kokstadion, Mong Kok Toeschouwers: 6.223 Scheidsrechter: Russamee Jindamai (THA) |

## Troostfinale
|                                     |                                        |       |                                 |                                                                                           |
| 26 februari 1995 «onderlinge duels» | Hongkong                               | 1 – 1 | China                           | Hong Kong Stadium, So Kon Po Toeschouwers: 27.668 Scheidsrechter: Russamee Jindamai (THA) |
| 26 februari 1995 «onderlinge duels» | L. Santos 2'                           |       | Li Bing 32'                     | Hong Kong Stadium, So Kon Po Toeschouwers: 27.668 Scheidsrechter: Russamee Jindamai (THA) |
| 26 februari 1995 «onderlinge duels» | Strafschoppen                          |       |                                 | Hong Kong Stadium, So Kon Po Toeschouwers: 27.668 Scheidsrechter: Russamee Jindamai (THA) |
| 26 februari 1995 «onderlinge duels» | Tempest Bredbury Tam Siu Wai L. Santos | 3–1   | Gao Feng Zhu Qi Li Bing Liu Yue | Hong Kong Stadium, So Kon Po Toeschouwers: 27.668 Scheidsrechter: Russamee Jindamai (THA) |

## Finale
|                                     |                                                   |       |                                                          |                                                                                          |
| 26 februari 1995 «onderlinge duels» | Japan                                             | 2 – 2 | Zuid-Korea                                               | Hong Kong Stadium, So Kon Po Toeschouwers: 27.668 Scheidsrechter: Nik Ahmad Yaakub (MAS) |
| 26 februari 1995 «onderlinge duels» | Fukuda 2' Yamaguchi 87'                           |       | Lee Ki-Hyung 27', 90+'                                   | Hong Kong Stadium, So Kon Po Toeschouwers: 27.668 Scheidsrechter: Nik Ahmad Yaakub (MAS) |
| 26 februari 1995 «onderlinge duels» | Strafschoppen                                     |       |                                                          | Hong Kong Stadium, So Kon Po Toeschouwers: 27.668 Scheidsrechter: Nik Ahmad Yaakub (MAS) |
| 26 februari 1995 «onderlinge duels» | Hashiratani Kitazawa Fukuda Moriyasu Masami Ihara | 5–3   | Yoo Sang-Cheol Choi Yong-soo Lee Ki-Hyung Choi Sung-yong | Hong Kong Stadium, So Kon Po Toeschouwers: 27.668 Scheidsrechter: Nik Ahmad Yaakub (MAS) |